# 李謙 (成化進士)
李謙（1431年—？），字吉甫，山東兖州府滋陽縣人，軍籍。明朝政治人物。進士出身。

## 生平
山東鄉試第六十二名。成化五年（1469年）乙丑科會試第一百九十四名，殿試登進士第三甲第六十一名。成化五年，登進士，除兵科給事中，歷陞湖廣參議。

## 家族
曾祖父李仲得。祖父李顯能。父亲李宗政，曾任工部主事。